# Joseite
La joseite è un minerale non approvato dall'IMA perché probabilmente è una varietà di ikunolite ricca di tellurio.